# Organoclorură
O organoclorură, un compus organoclorurat, clorocarbon sau o hidrocarbură clorurată este un compus organic care conține cel puțin o legătură covalentă realizată cu un atom de clor, care are un efect asupra comportării chimice a moleculei. Compușii din categoria cloroalcanilor (alcanii care conțin cu unul sau mai mulți atomi de clor care au substituit atomi de clor) oferă cele mai comune exemple. Varietatea structurală largă și proprietățile chimice divergente ale organoclorurilor duc la o gamă largă de denumiri și de aplicații. Organoclorurile sunt compuși foarte utili în cadrul multor aplicații, dar unele molecule dina ceastă clasă prezintă un pericol major pentru mediul înconjurător.